# Georg Meier
Georg Meier (Trèveris, 26 d'agost de 1987), és un jugador d'escacs alemany, que té el títol de Gran Mestre des de 2007.
A la llista d'Elo de la FIDE del novembre de 2020, hi tenia un Elo de 2628 punts, cosa que en feia el jugador número 5 (en actiu) d'Alemanya i 150 del món. El seu màxim Elo va ser de 2671 punts, a la llista del gener de 2012 (posició 76 al rànquing mundial).

## Resultats destacats en competició
Va aprendre les regles dels escacs amb 3 o 4 anys. El 2003 fou Campió d'Alemanya sub-16. El 2009 va guanyar l'Obert de Pamplona. Participà en la Copa del Món de 2009 on eliminà a la primera ronda a Tigran L. Petrossian, però fou eliminat a la segona ronda per Maxime Vachier-Lagrave.
El 2011 fou campió d'Europa per equips a Porto Carras (Grècia) jugant els segon tauler de l'equip d'Alemanya.
El febrer de 2013 fou tercer al primer Grenke Chess Classic, un torneig de categoria XIX (el campió fou Wiswanathan Anand).
El febrer de 2015 guanyà l'Obert Elite Hotels jugat a Växjö (Suècia) amb 7½ punts de 8, un punt per davant d'Erik Blomqvist, Yuri Solodovnichenko, Drazen Dragicevic i Ralf Åkesson. El mateix any fou campió de l'Obert de Västerås amb 7 punts de 9, els mateixos punts però amb millor desempat que Emanuel Berg, Hans Tikkanen, Aryan Tari i Martin Lokander.

### Participació en Olimpíades d'escacs
Meier ha participat, representant Alemanya, en tres Olimpíades d'escacs, entre els anys 2008 i 2014, amb un resultat de (+10 =14 –2), per un 65,4% de la puntuació. El seu millor resultat el va fer a les Olimpíada del 2008 en puntuar 7 de 9 (+5 =4 -0), amb el 77,8% de la puntuació, amb una performance de 2779.